# Funazushi

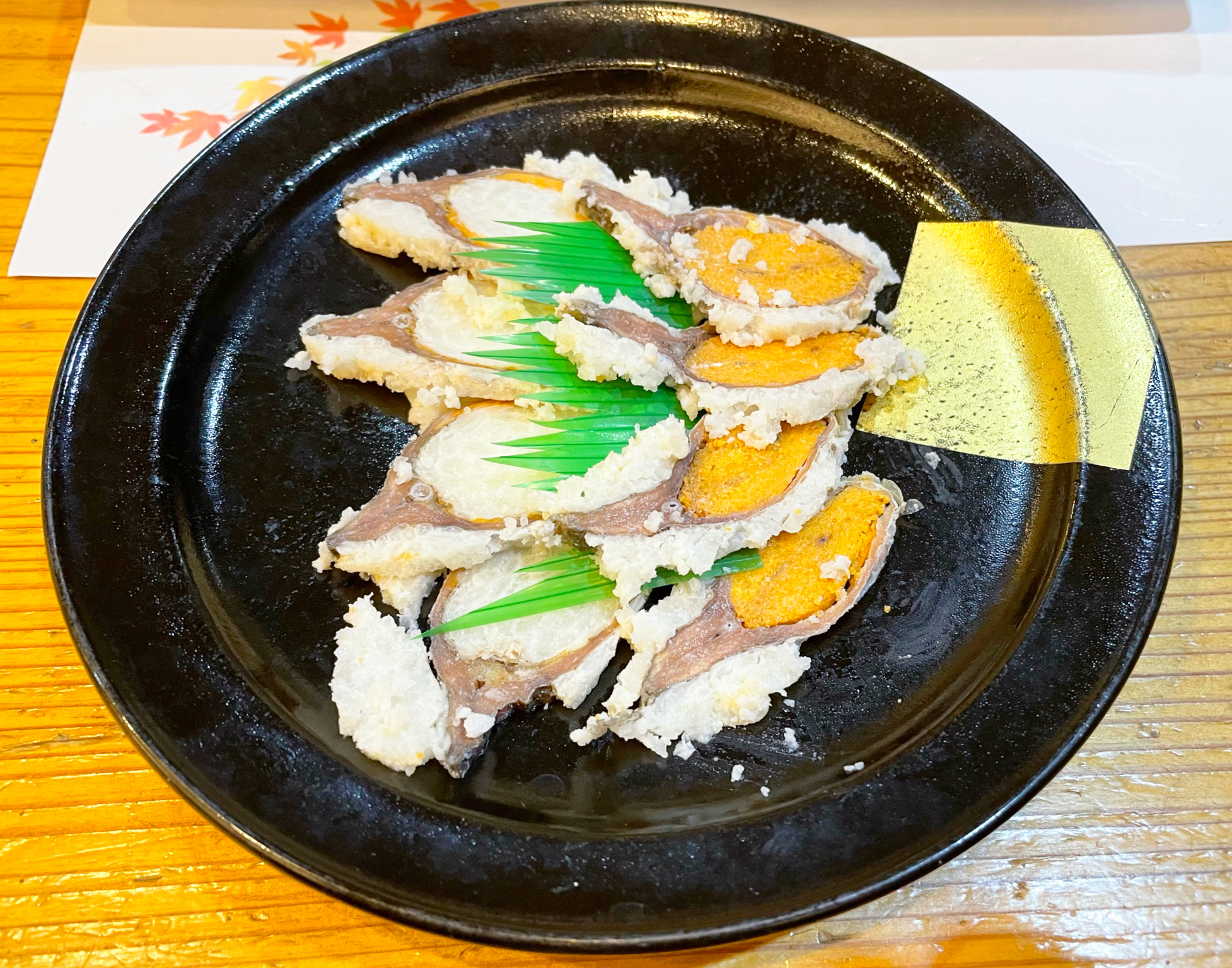
Funazushi

Funazushi (jap. 鮒寿司) ist eine lokale Spezialität (Chinmi) der japanischen Küche aus der Präfektur Shiga. Als Rohmaterial dienen weibliche Nigoro-Buna (Karauschen) aus dem Biwa-See.
Funazushi ist ein lokales Beispiel der früher stärker verbreiteten Zubereitungsart „narezushi“, bei der Fisch in Reis fermentiert wird. Heute ist es eine teure und selten gegessene Spezialität.

## Zubereitung
Die Vorbereitungen beginnen mit dem Fang der Fische im Winter. Nachdem der Fisch entschuppt, ausgenommen und gründlich gewaschen ist, legt man ihn einige Stunden in Salzwasser ein, füllt ihn dann mit Salz und packt ihn dicht an dicht zwischen Salzlagen in ein Fass. Der Deckel liegt wie bei Sauerkraut im Fass und wird mit einem Stein beschwert. Im Mittsommer nimmt man den Fisch heraus, wäscht und trocknet ihn und packt ihn in leicht gekochten (noch harten) Reis. Der Fisch wird wieder im Fass beschwert. Dann lässt man ihn bis November fermentieren. Diese Zubereitungsform mit Reis als Konservierungsmittel war der Vorgänger des modernen Sushi.

## Verwendung
Funazushi ist etwa ein Jahr lang genießbar und kann in dünnen Scheiben gegessen werden. Es hat einen sehr intensiven Geruch, der Geschmack ist scharf-säuerlich. Man verwendet es für Suppen, Tempura oder in grünem Tee gegart (ochazuke).